# Citel
Citel est le nom d'un éditeur et distributeur vidéo créé en 1986. La société Citel est une filiale de Dargaud.

## Historique
Citel a été fondée en 1986, La société a d'abord édité sous le label Citel Vidéo des documentaires.
Citel se développe en 1992 avec un accord de licence vidéo des droits des Aventures de Tintin créé un an plus tôt pour la télévision. Puis des séries et longs métrages d'animation, principalement d'origine européenne (Babar, Beatrix Potter, Garfield et ses amis...)
En 1994, Média participations revend Citel à Dargaud.
En 2006, Citel a lancé Kana Home Video, un label d'animation japonaise, qui a commencé son activité par l'édition en France de la série Naruto.